# Rosacea (rod)
Rosacea, rod obrubnjaka, morskih žarnjaka iz porodice Prayidae. Postoji nekoliko bioluminiscentnih vrsta

## Vrste
1. Rosacea arabiana Pugh, 2002
2. Rosacea cymbiformis (Delle Chiaje, 1830)
3. Rosacea flaccida Biggs, Pugh & Carré, 1978
4. Rosacea limbata Pugh & Youngbluth, 1988
5. Rosacea plicata Bigelow, 1911
6. Rosacea repanda Pugh & Youngbluth, 1988

## Vanjske poveznice
- [neaktivna poveznica]